# Laemosaccus
Laemosaccus är ett släkte av skalbaggar. Laemosaccus ingår i familjen vivlar.

## Dottertaxa tillLaemosaccus, i alfabetisk ordning[1]
- Laemosaccus aciculaticollis
- Laemosaccus affaber
- Laemosaccus albiventris
- Laemosaccus angustifrons
- Laemosaccus argenteus
- Laemosaccus ater
- Laemosaccus atratus
- Laemosaccus aureus
- Laemosaccus australis
- Laemosaccus basalis
- Laemosaccus bilobus
- Laemosaccus biseriatus
- Laemosaccus blandus
- Laemosaccus brasiliensis
- Laemosaccus brevipennis
- Laemosaccus brevis
- Laemosaccus calotrichus
- Laemosaccus canaliculatus
- Laemosaccus carinicollis
- Laemosaccus carinipyga
- Laemosaccus castaneipennis
- Laemosaccus castaneus
- Laemosaccus catenatus
- Laemosaccus chevrolati
- Laemosaccus chevrolatii
- Laemosaccus compactus
- Laemosaccus cossonoides
- Laemosaccus crassicollis
- Laemosaccus crassirostris
- Laemosaccus cristaticollis
- Laemosaccus crucicollis
- Laemosaccus cryptonyx
- Laemosaccus cylindricus
- Laemosaccus cylindrirostris
- Laemosaccus dapsilis
- Laemosaccus drewsi
- Laemosaccus dubius
- Laemosaccus ebenus
- Laemosaccus electilis
- Laemosaccus erythronotus
- Laemosaccus exaratus
- Laemosaccus exsculptus
- Laemosaccus festivus
- Laemosaccus frater
- Laemosaccus frontalis
- Laemosaccus fulvirostris
- Laemosaccus funereus
- Laemosaccus fuscicornis
- Laemosaccus germari
- Laemosaccus gibbosus
- Laemosaccus guyanensis
- Laemosaccus hamatus
- Laemosaccus haustellatus
- Laemosaccus hieroglyphicus
- Laemosaccus imitator
- Laemosaccus instabilis
- Laemosaccus insularis
- Laemosaccus judaicus
- Laemosaccus latirostris
- Laemosaccus longiceps
- Laemosaccus longimanus
- Laemosaccus lucens
- Laemosaccus maculatus
- Laemosaccus magdaloides
- Laemosaccus marmoratus
- Laemosaccus melanocephalus
- Laemosaccus microps
- Laemosaccus narinus
- Laemosaccus nephele
- Laemosaccus nigriceps
- Laemosaccus nigrirostris
- Laemosaccus nigrotuberosus
- Laemosaccus niveonotatus
- Laemosaccus notatus
- Laemosaccus obscurus
- Laemosaccus obsoletus
- Laemosaccus occidentalis
- Laemosaccus ocularis
- Laemosaccus pascoei
- Laemosaccus peccuarius
- Laemosaccus persimilis
- Laemosaccus peruvianus
- Laemosaccus petulans
- Laemosaccus pictus
- Laemosaccus plagiatus
- Laemosaccus pruinosus
- Laemosaccus pubicollis
- Laemosaccus pullus
- Laemosaccus pustulatus
- Laemosaccus quadripustulatus
- Laemosaccus quadriseriatus
- Laemosaccus querulus
- Laemosaccus radiatus
- Laemosaccus rivularis
- Laemosaccus rufescens
- Laemosaccus ruficornis
- Laemosaccus rufipennis
- Laemosaccus rufipes
- Laemosaccus rufirostris
- Laemosaccus rufus
- Laemosaccus salebrosus
- Laemosaccus scriptus
- Laemosaccus sculpturatus
- Laemosaccus scutellaris
- Laemosaccus semicrudus
- Laemosaccus semirufus
- Laemosaccus semiustus
- Laemosaccus silbermanni
- Laemosaccus silbermannii
- Laemosaccus subcylindricus
- Laemosaccus subsignatus
- Laemosaccus sulcifrons
- Laemosaccus synopticus
- Laemosaccus tantulus
- Laemosaccus tarsalis
- Laemosaccus tenuirostris
- Laemosaccus texanus
- Laemosaccus triseriatus
- Laemosaccus tropicus
- Laemosaccus trucidatus
- Laemosaccus unicolor
- Laemosaccus ustulus
- Laemosaccus variabilis
- Laemosaccus variegatus
- Laemosaccus varius
- Laemosaccus ventralis
- Laemosaccus virgulatus